# Arcisse de Caumont
Arcisse de Caumont (Bayeux, 20 de agosto de 1801 – Caen, 16 de abril de 1873) foi um geólogo, arqueólogo, historiador de arte e historiador francês (história regional, história da arquitetura, genealogia) da Normandia.

## Biografia
Arcisse Caumont nasceu em Bayeux, filho de François de Caumont e Marie-Louise de Mathan Hue. Um dos seus mentores foi Charles de Gerville, conhecido, entre outras coisas, por cunhar o termo "românico" (romano em francês). Em 1810, foi enviado para a escola em Falaise. Lá, o diretor da escola, Jean-Louis-François Hervieu, o encarregou de manter os instrumentos de física. Isso encantou o jovem de Caumont, que tinha uma propensão para estudar ciências naturais; aos 15 anos, dava aulas para os seus colegas de classe. Em 1817, de volta a Bayeux, ingressou no ensino médio e, após concluir o bacharelado, ingressou na faculdade de direito. Formou-se bacharel em direito em 30 de dezembro de 1822 e mestre em direito em 28 de agosto de 1824. A sua tese foi intitulada: Du rang que les hypothèques ont entre elles, du mode de leur inscription et de leur Radiation .
Enquanto frequentava a faculdade de direito, Caumont também teve aulas de humanidades, especialmente de história romana. No mesmo ano em que obteve o seu bacharelado, escreveu um Essai sur l'architecture religieuse du Moyen Âge. Então começou a lecionar um curso de arqueologia monumental em Caen, cujos procedimentos seriam posteriormente publicados em seis volumes sob o título Histoire de l'architecture religieuse, civile et militaire.
Em 1823, de Caumont fundou a Société des Antiquaires de Normandie e a Société Linnéenne de Normandie. Em 1833 fundou a Société Française d'archéologie, a Association Normande e a Société pour la Conservation des Monuments. De Caumont recrutou muitos membros para essas associações, e também incentivou meticulosamente as relações de trabalho entre os seus vários membros, ao mesmo tempo em que dava a todos a oportunidade de expressar as suas opiniões e desenvolver as suas ideias. Alegremente encorajou os membros a tirar o máximo proveito das suas pesquisas, compartilhando as suas observações uns com os outros. Além de organizar convenções arqueológicas, também organizou conferências científicas, que fizeram grande sucesso porque atendiam às aspirações intelectuais da sua época.

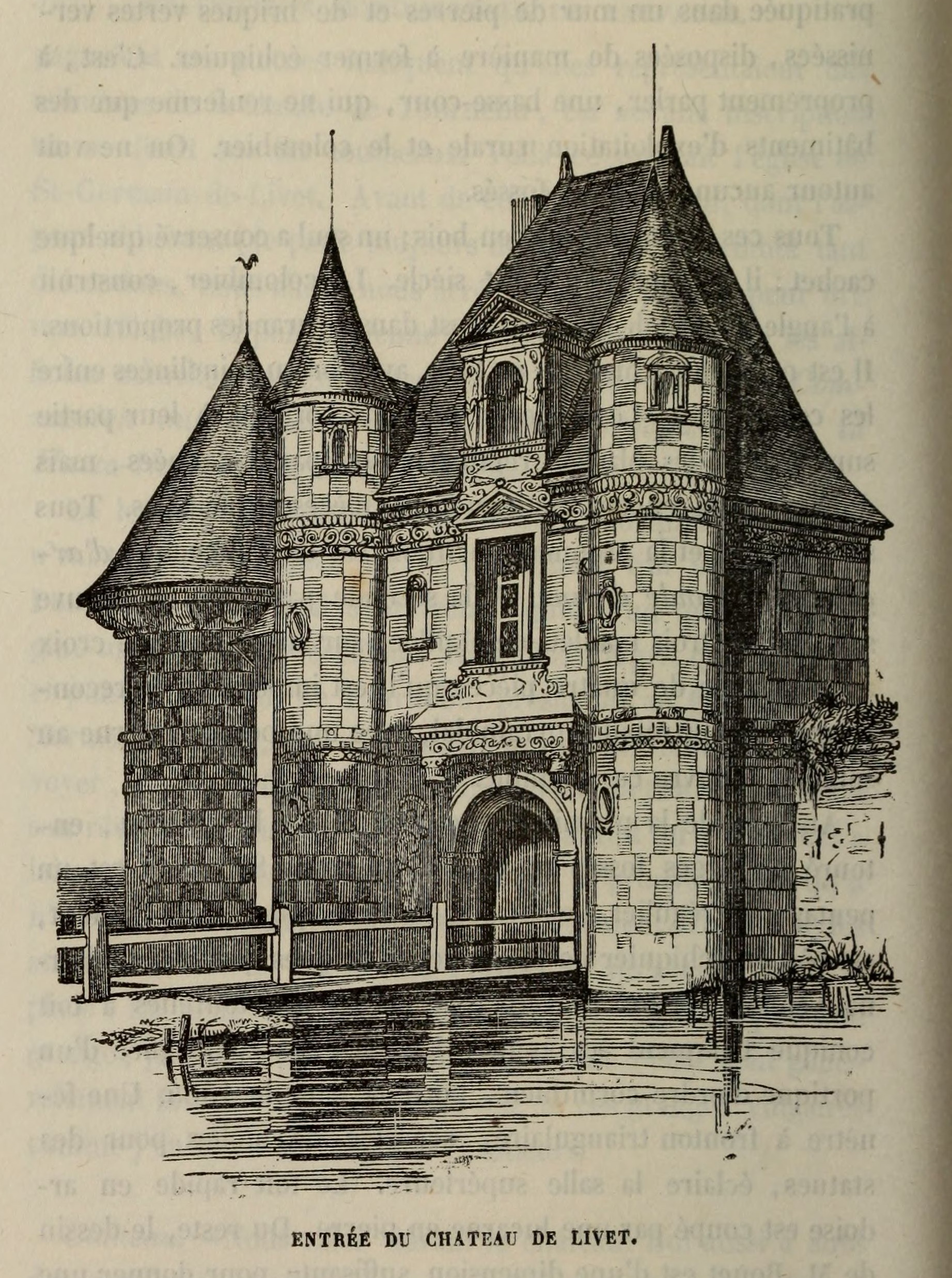
Castelo de Saint-Germain-de-Livet da Statistique monumentale du Calvados

## Trabalhos
- (em francês) Mémoire géologique: sur quelques terrains de la Normandie occidentale. Caen, Chalopin Fils, 1825.
- (em francês) Essai sur l'architecture religieuse du Moyen Age, principalement en Normandie. Caen, Chalopin fils, 1825.
- (em francês) Essai sur la topographie géognostique du département du Calvados. Caen, Chalopin, 1828.
- (em francês) Mémoires de la Société linnéenne de Normandie, Paris, Lance, 1829.
- (em francês) Cours d'antiquités monumentales professé à Caen, en 1830, (1re partie: Antiquités celtiques ; 2e partie et 3e partie: Antiquités gallo-romaines; Architecture religieuse; 5e partie: Architecture militaire; 6e partie: État de la peinture, de la calligraphie, de l'orfèvrerie et autres arts à l'époque du Moyen Âge). Caen, Lange, 1830-41.
- (em francês) Histoire sommaire de l'architecture religieuse, civile et militaire au Moyen Âge. Caen, Lance, 1836.
- (em francês) Histoire de l'architecture religieuse au Moyen Âge. Caen, Derache, 1841.
- (em francês) Rapport verbal fait à la société Française pour la conservation des monuments dans la séance administrative du 7 déc. 1844, sur quelques antiquités du midi de la France. Caen, [s.n.], 1845.
- (em francês) Statistique monumentale du Calvados. Caen, Le Blanc-Hardel, 1846-67. Volume 1; Volume 2; Volume 3; Volume 4; Volume 5.
- (em francês) Statistiques routières de la Basse-Normandie. Caen, Derache, 1855.
- (em francês) Abécédaire héraldique, ou Notions générales sur le blason. Caen, A. Hardel, 1861.
- (em francês) Inauguration d'un monument à Dives en mémoire du départ de l'armée de Guillaume-le-Bâtard pour la conquête de l'Angleterre en 1066. Caen, A. Hardel, 1861.
- (em francês) Bulletin monumental ou collection de memoires et de renseignements sur la statistique monumentale de la France, 1865.
- (em francês) Archéologie des écoles primaires. Caen, Le Blanc-Hardel, 1868.
- (em francês) Le Mur de Laudunum. Caen, [s.n.], 1868.
- (em francês) Abécédaire ou rudiment d'archéologie. Caen, F. Le Blanc-Hardel, 1869.
- (em francês) Le Beurre d'Isigny à Monaco. Caen, F. Le Blanc-Hardel, 1869.
- (em francês) La Vallée de la Dives: statistique ripuaire. Caen, Res Universis, 1853, reprint 1992.